# Pomaria
Pomaria é uma cidade  localizada no estado norte-americano de Carolina do Sul, no Condado de Newberry.

## Demografia
Segundo o censo norte-americano de 2000, a sua população era de 177 habitantes.
Em 2006, foi estimada uma população de 182, um aumento de 5 (2.8%).

## Geografia
De acordo com o United States Census Bureau tem uma área de
2,7 km², dos quais 2,7 km² cobertos por terra e 0,0 km² cobertos por água. Pomaria localiza-se a aproximadamente 136 m acima do nível do mar.

## Localidades na vizinhança
O diagrama seguinte representa as localidades num raio de 20 km ao redor de Pomaria.